# Ana-Kysyl

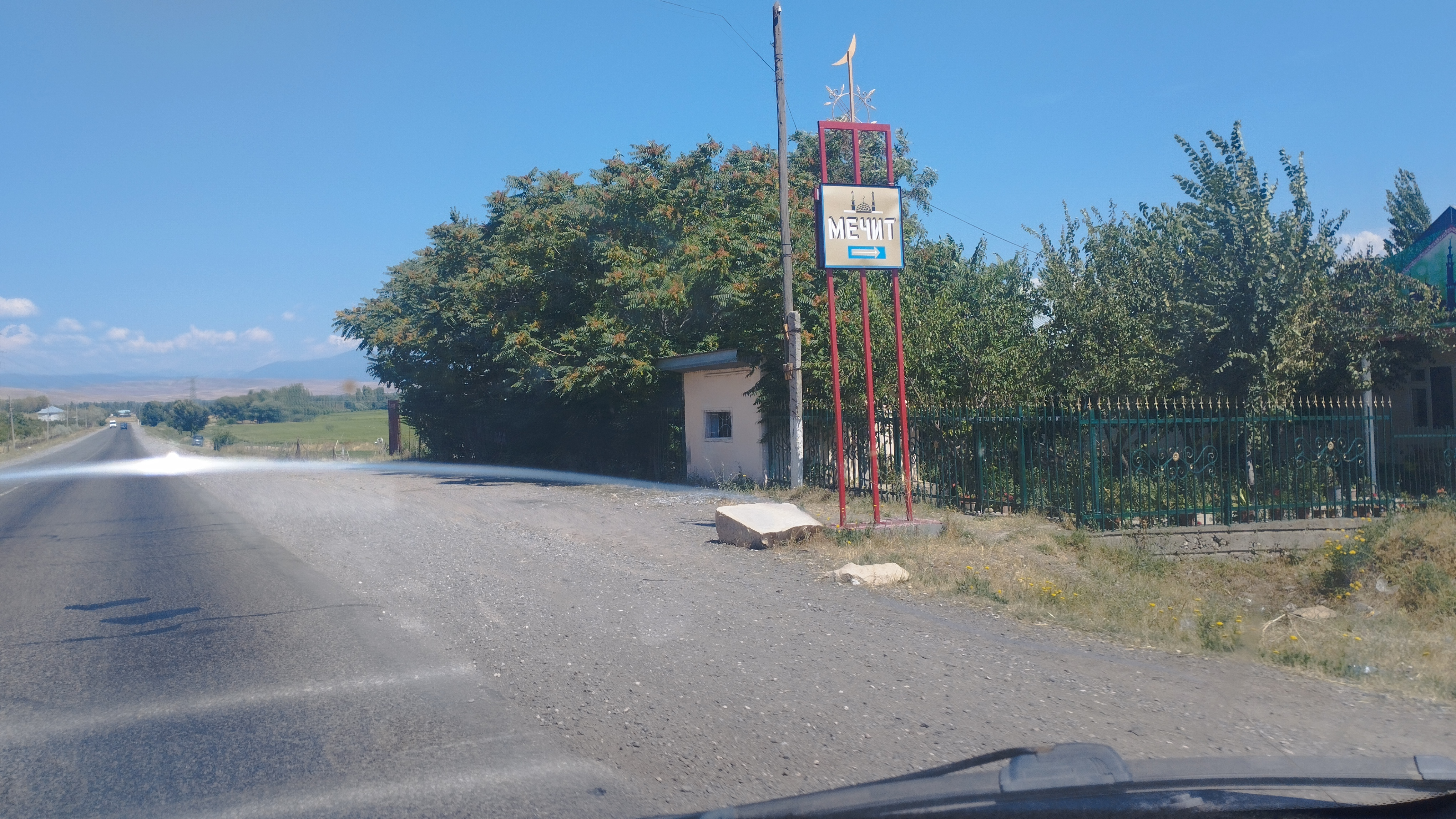
Ana-Kysyl

Ana-Kysyl (kirgisisch Ана-Кызыл) ist ein Dorf im Oblus Osch (Kirgisistan) mit 3131 Einwohnern (Stand 2022). Es ist Teil des Rajon Ösgön.

## Geographie
Das Dorf liegt im nördlichen Teil des Oblus, am rechten Ufer des Flusses Jassy, in einer Entfernung von etwa 6 Kilometern (Luftlinie) nordwestlich der Stadt Ösgön, dem Verwaltungszentrum des Rajons.

## Bevölkerung
| Jahr | Einwohner |
| ---- | --------- |
| 2009 | 02.050    |
| 2022 | 14.430    |